# Étude d'événement
Une étude de l'événement est une méthode statistique pour évaluer l'impact d'un événement sur la valeur d'une entreprise. Par exemple, l'annonce d'une fusion entre deux entités commerciales peuvent être analysées pour voir si les investisseurs estiment que la fusion permettra de créer ou de détruire de la valeur. L'idée de base est de trouver le rendement anormal imputable à l'événement en ajustant le rendement qui découle de la fluctuation des prix du marché dans son ensemble. Les études événementielles ont été utilisés dans une grande variété d'études, y compris les fusions-acquisitions, les annonces de bénéfices, les émissions de dettes ou de capitaux, les réorganisations d'entreprises, les décisions d'investissement et la responsabilité sociale des entreprises (MacKinlay 1997; McWilliams et Siegel, 1997).

## Rendement anormal autour de l'annonce
La mesure des rentabilités anormales autour de l’annonce d'une opération de fusion-acquisition est basée sur la méthodologie de l’étude d’événement. Cette méthode reconnue pour isoler l’impact d’un événement particulier sur les valorisations du marché a pour origine les travaux de Fama, Fisher, Jensen et Roll (1969) sur la division des actions (split). Beaucoup de prolongements de ce premier travail tiennent compte de mesures plus précises de l’événement. Binder (1998) note que l’article de FFJR a connu une notoriété sans égal dans la recherche académique. Selon le Social Sciences Citation Index, l’article de FFJR a été cité dans 504 publications entre 1969 et 1999. Un tel succès est d’autant plus étonnant que le but de l’étude était de présenter une application directe de la nouvelle base de données du CRSP qui contenait des rentabilités mensuelles du NYSE.